# 2000-летний можжевельник на мысе Сарыч

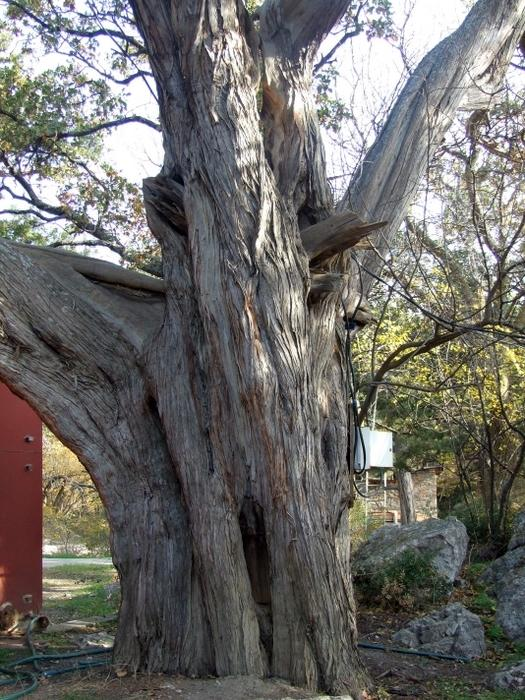
2000-летний можжевельник на Мысе Сарыч

2000-летний можжевельник на мысе Сарыч, или Патриарх Тавриды — старейший можжевельник[уточнить] Европы. Обхват дерева составляет 4,9 метра, высота — 15 метров, возраст — около 2000 лет. Растёт недалеко от дороги при заезде на мыс Сарыч (Крым), возле руин лесного кордона «Сарыч».
Дерево находилось в частном владении Виктора Януковича, младшего сына 4-го президента Украины. Из-за этого все усилия Киевского эколого-культурного центра наделить дерево статусом ботанического памятника природы были безрезультатны. Учитывая исключительную уникальность дерева, ему необходима защита и уход.
По состоянию на 2019 год, разваливается на три части.